# 我的秘密
《我的秘密》（日语：／ Naisho no Hanashi）是ClariS的第4張單曲。2012年2月1日由SME Records發售。

## 概要
與前作《nexus》相隔約5個月發售的和2012年第1張的單曲。表題曲《我的秘密》是電視動畫《偽物語》的主題曲。

## 收錄曲

### 初回生産限定盤、通常盤
1. 我的秘密（ナイショの話） [4:21]
作詞・作曲：ryo、編曲：ryo・TAKUYA
  - 電視動畫《偽物語》主題曲
2. I'm in love' [4:33]
作詞・作曲・編曲：丸山真由子
3. 其實呢（本当は） [4:09]
作詞・作曲・編曲：Carlos K.
4. 我的秘密 -Instrumental-

DVD（初回限定盤）
1. 我的秘密 （Music clip）

### 動畫盤（偽物語盤）
1. 我的秘密
2. I'm in love
3. 其實呢
4. 我的秘密 -TV MIX-

2012年3月期間限定生産。

## 收錄專輯
| 曲名     | 發售日        | 專輯     |
| -------- | ------------- | -------- |
| 我的秘密 | 2012年4月11日 | BIRTHDAY |

## 備註
1. ↑  . リッスンジャパン. 2012-02-07  [2012-02-07]. （原始内容存档于2012-02-12）.

## 外部連結
- Sony Music介紹網頁
  - 初回限定盤 （页面存档备份，存于）
  - 通常盤 （页面存档备份，存于）
  - 期間限定盤 （页面存档备份，存于）